# Вильям Йоркский

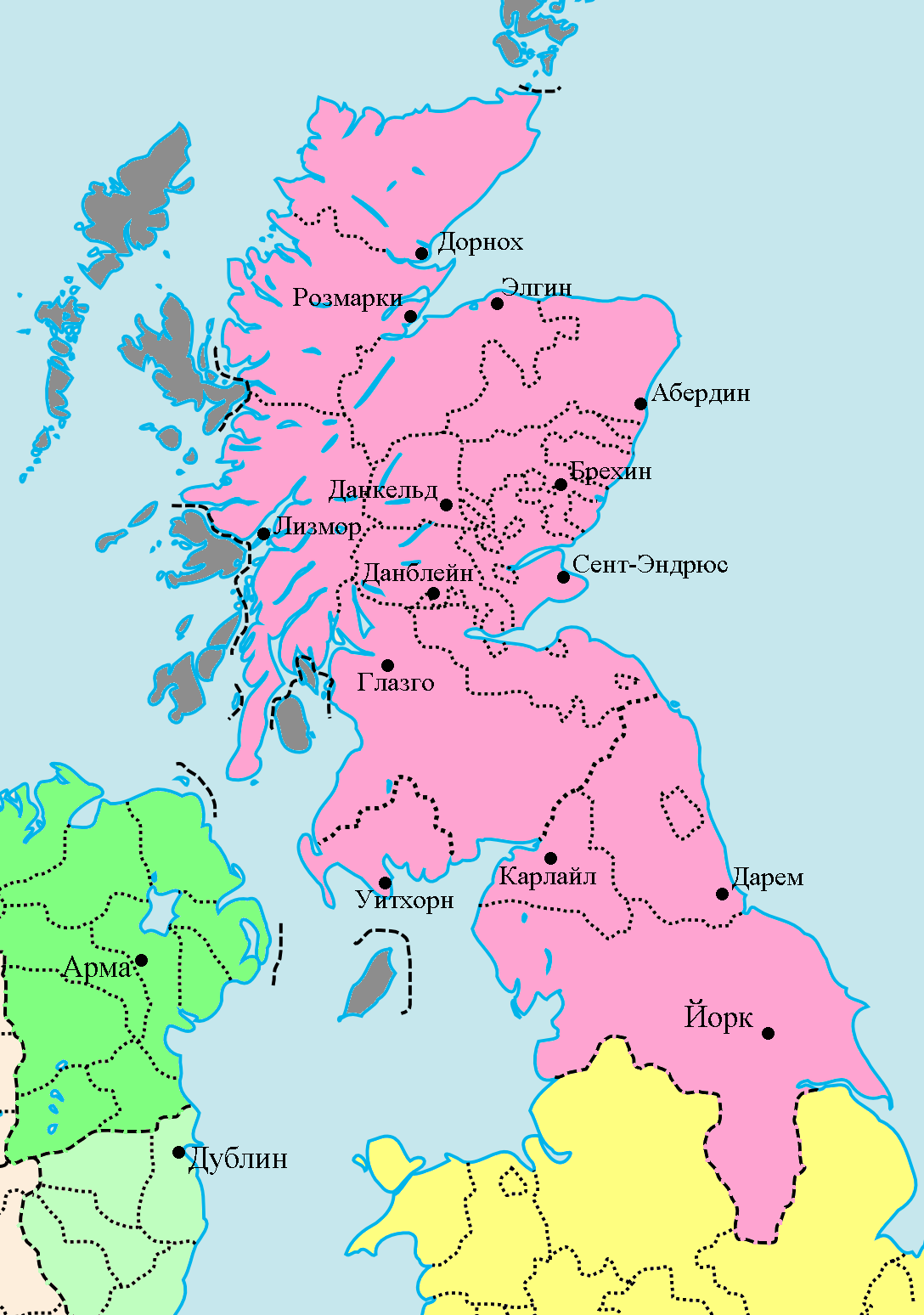
Церковная провинция Йорк и её диоцезы, 1154
Церковная провинция Йорк
Церковная провинция Кентербери
Церковная провинция Тронхейм
Церковная провинция Арма
Церковная провинция Дублин
Жирными точками обозначена южная граница шотландских епископств, оспаривающих верховенство Йоркского архиепископства

Вильям Йоркский (или Вильям Фиц-Герберт; англ. William of York; ум. 1154) — английский священнослужитель, архиепископ Йоркский (1141—1147, 1153—1154), святой Римско-католической церкви. Избрание Вильяма архиепископом вызвало затяжной конфликт между английским королём Стефаном Блуаским и папой римским.

## Биография
Вильям был уроженцем Йорка и сыном Герберта Винчестерского, канцлера и казначея английского короля Генриха I Боклерка. По некоторым сведениям, матерью Вильяма была Эмма, незаконнорождённая дочь Этьена II де Блуа. Таким образом, Вильям возможно приходился единокровным племянником королю Стефану и епископу Винчестерскому Генриху Блуаскому. Согласно новейшим исследованиям, однако, матерью Вильяма вероятно была дочь Унгера Фиц-Одина, землевладельца из Дорсета, упомянутого в «Книге страшного суда».
Известно, что с 1109 по 1114 г. Вильям Фиц-Герберт служил пребендарием Вейгтона в Йоркшире. Он также являлся архидьяконом Ист-Ридинга, а позднее был назначен казначеем архиепископа Йоркского. В январе 1141 г. Вильям был избран архиепископом Йорка. Он имел поддержку большей части Йоркского капитула и многих римских кардиналов, однако против Вильяма выступил архиепископ Кентерберийский Теобальд, который обвинил его в симонии, нецеломудрии и вмешательстве светской власти в процесс выборов. Эти прегрешения не были чем-то необычным для английской церкви XII века, а участие короля в процессе избрания епископов стало практически нормой. Вероятно, недовольство Теобальда не имело бы решающего значения, если бы против Вильяма резко не выступил цистерцианский орден во главе с Бернаром Клервоским, пользующимся огромным авторитетом в римско-католической церкви. В 1143 г. папа римский провозгласил, что Вильям сможет занять пост архиепископа, если его невиновность будет подтверждена собственной клятвой и клятвой дьякона Йоркской епархии. Генрих Блуаский, который в то время являлся папским легатом в Англии, принял эти клятвы, провозгласил Вильяма невиновным и 26 сентября 1143 г. рукоположил его в архиепископы. День памяти Вильяма Йоркского отмечается 8 июня, однако имеет лишь местное значение.

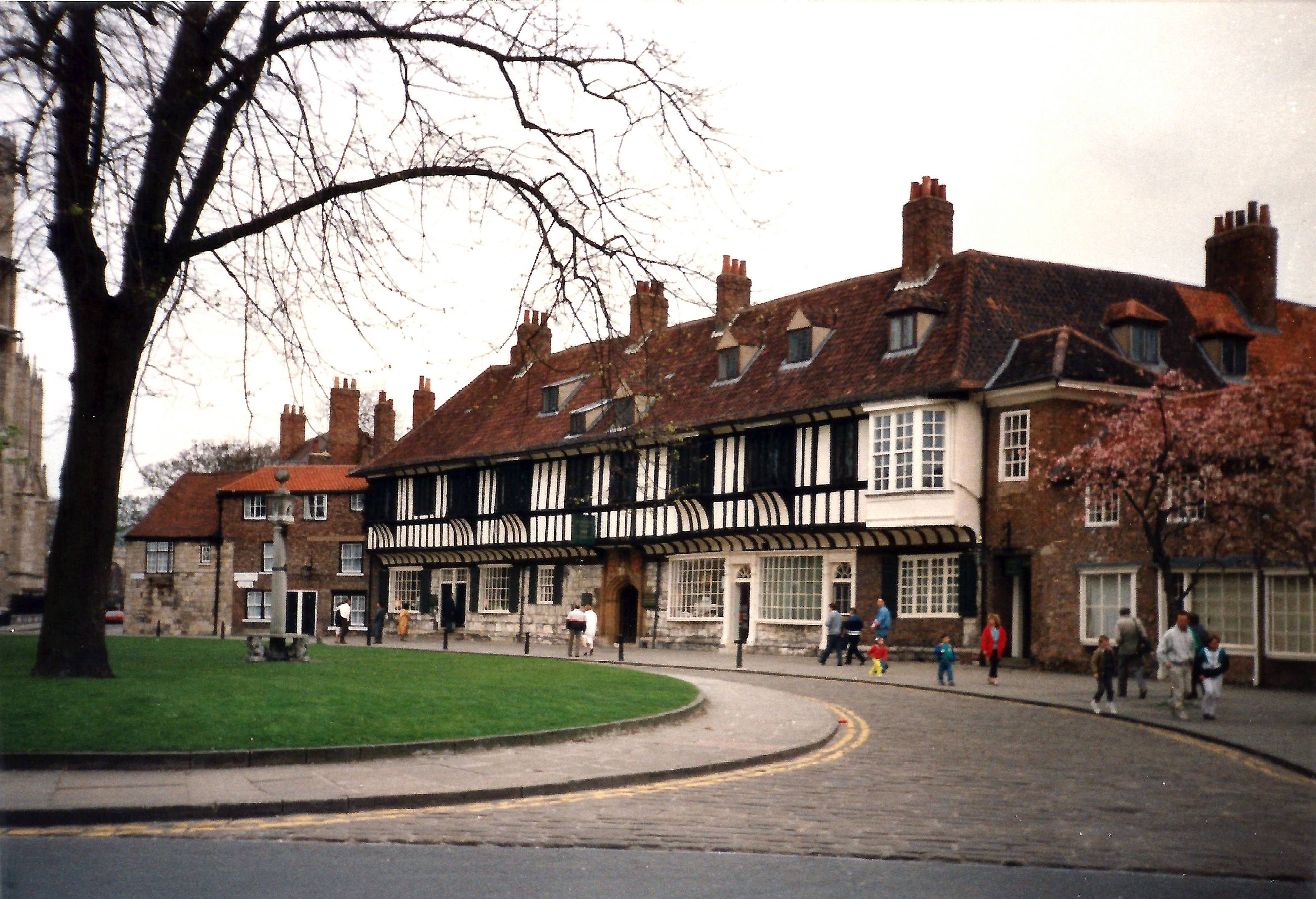
Колледж святого Вильяма около Йоркского собора, названный в честь Вильяма Йоркского

Тем не менее, цистерцианцы продолжали активно бороться против Вильяма. Им удалось отсрочить вручение архиепископу паллия. В 1145 г. папой римским был избран цистерцианец Евгений III, который приостановил архиепископские полномочия Вильяма. Последний, который в это время предпринял поездку в Рим для получения паллия, был вынужден искать убежище при дворе Рожера II, короля Сицилии. В начале 1147 г. папа отрешил Вильяма от поста архиепископа Йоркского, что было подтверждено решением Реймсского собора 1148 г. Новым архиепископом был избран Генрих Мердак, цистерцианец и аббат монастыря Фаунтинс в Йоркшире. Однако нового архиепископа отказался признать король Стефан Блуаский. По некоторым сведениям, Стефан рассчитывал в обмен за согласие на кандидатуру Генриха Мердака заставить Теобальда Кентерберийского короновать своего сына Евстахия Булонского королём Англии. Однако этого добиться не удалось. Противостояние Стефана Блуаского и папской курии продолжалось несколько лет, пока в 1153 г. одним за другим не скончались папа Евгений III, Бернар Клервоский и Генрих Мердак. Вильям вновь отправился в Рим и получил от нового папы Анастасия IV подтверждение своего назначения архиепископом. По легенде, во время триумфального прибытия Вильяма в Йорк, под ним обрушился мост через Узу, при этом никто, однако, не пострадал.
Спустя месяц после своего возвращения в Йорк 8 июня 1154 г. архиепископ Вильям скончался. Ходили слухи, что он был отравлен, причём яд был помещён в потир, из которого архиепископ причащался во время мессы. Вильям был похоронен в кафедральном соборе Йорка. Вскоре после его смерти стали распространяться сведения о приписываемых ему чудесах. В 1223 г. гробница Вильяма начала источать миро. После исследования сообщений о чудесах, 8 июня 1227 г. папа Гонорий III канонизировал Вильяма Йоркского.